# Агафій
Агафій Міріне́йський (536—582) — візантійський письменник, історик та поет. Родом з Міріни в Малій Азії, звідки й прізвисько. Здобув блискучу освіту в Царгороді та Александрії, займався адвокатурою в столиці імперії. Написав багато творів різних жанрів, як історик та поет залишив значний слід у візантійських літературі та історіографії. Твір Агафія «Про царювання Юстиніана» в 5 книгах присвячений 552—558 рокам, переважно війнам Нарсеса проти готів, вандалів та персів і править за продовження «Історії» Прокопія Кесарійського. Твір Агафія є головним джерелом з історії Візантії 552—558 років.